# Cephenemyiini
Cephenemyiini là một tông ruồi trong họ Oestridae.

## Các loài
- Tông Cephenemyiini

- Chi Cephenemyia Latreille, 1818

- C. apicata Bennett and Sabrosky, 1962
- C. auribarbis (Meigen, 1824) 
- C. grandis
- C. jellisoni Townsend, 1941
- C. kaplanovi
- C. macrostis Brauer, 1863
- C. phobifer (Clark, 1815)
- C. pratti (Clark, 1815)
- C. stimulator Hunter, 1916
- C. trompe (Modeer, 1786)
- C. ulrichi Brauer, 1863

- Chi Pharyngomyia Schiner, 1861

- P. picta (Meigen, 1824) 